# Lennestadt
Lennestadt [ˈlɛnəˌʃtat] − miasto w Niemczech, w kraju związkowym Nadrenia Północna-Westfalia, w rejencji Arnsberg, w powiecie Olpe. W 2010 roku liczyło 27 155 mieszkańców.

## Miasta partnerskie

Lennestadt

- Otwock